# Piliocolobus tholloni
El colobo rojo de Thollon (Piliocolobus tholloni), conocido también como colobo rojo de Tshuapa, es una especie de primate catarrino de la familia Cercopithecidae que habita en la República Democrática del Congo y en la República del Congo. Se le encuentra al sur del río Congo y al occidente del río Lomami. Anteriormente se consideraba una subespecies del colobo rojo occidental (Piliocolobus badius). Fue reconocido como una especie diferente por Dandelot en 1974 y por Groves en 2001; sin embargo, otros autores sugieren que podría tratarse de una subespecie de colobo rojo del río Tana (Piliocolobus rufomitratus).